# Corinne Dreyfuss
Corinne Dreyfuss (née le 20 février 1964) est une auteure et illustratrice française en littérature jeunesse.

## Biographie
Corinne Dreyfuss est née à Mulhouse. Elle étudie à l'École supérieure d'art de Grenoble puis à Mulhouse, avant de partir voyager pendant deux ans. À partir de 1990, elle devient peintre et expose régulièrement. Elle devient illustratrice pour enfants à partir de 1998. Elle anime également des ateliers et écrit pour Marie Claire Idées. Elle vit actuellement à Marseille,,. 
En 2016, elle a obtenu le Prix Pitchou et le Prix Sorcières, catégorie « tout-petits », pour Pomme Pomme Pomme.

## Œuvres
Elle a participé à de nombreuses œuvres, dont :
- Premier jours d'école (2007)
- Mon ami à moi (2007)
- Plus fort[8], illustration de Maud Legrand, Actes Sud junior, 2009  (ISBN 978-2-7427-7978-9)
- L'Amour à la récré (2010)
- Le Petit Roro, mon tout tout premier dico (2012)
- Premier jour d'école (2016)
- C'est l'histoire, avec Charlotte des Ligneris, Seuil jeunesse, 2021

## Prix et distinctions
- 2016 : Prix Pitchou[4] pour Pomme, pomme, pomme
- 2016 : Prix Sorcières[5], catégorie Tout-Petits, pour Pomme, pomme, pomme
- 2022 : Sélection Prix Sorcières[9] Catégorie Carrément beau maxi pour C'est l'histoire, avec Charlotte des Ligneris